# Microsynanthedon tanala
Microsynanthedon tanala is een vlinder uit de familie wespvlinders (Sesiidae), onderfamilie Sesiinae.
Microsynanthedon tanala is voor het eerst wetenschappelijk beschreven door Minet in 1976. De soort komt voor in het Afrotropisch gebied.